# 女性科学研究者の環境改善に関する懇談会
女性科学研究者の環境改善に関する懇談会（JAICOWS じょせいかがくけんきゅうしゃのかんきょうかいぜんにかんするこんだんかい、ジャイコース　英文名  Japanese Association for the Improvement of Conditions of Women Scientists、略称JAICOWS）は、多くの女性が科学研究に参加することにより科学の一層の発展が期待されるとの認識を深め、女性科学研究者の人権を守り、研究条件、生活保障などの諸条件がより一層改善されることを願って発足した団体。

## 成立経緯
日本学術会議の第１５期(1991年ｰ）に4名の女性会員の下、女性科学研究者の環境改善の緊急性についての提言(声明）」が採択された。
しかし16期には会員が島田淳子氏一人になる中、危機感を持った女性科学研究者たちにより、日本学術会議の「外側で活動する外郭団体、NGO組織」として、1994年、一番ケ瀬康子元会員を第１代会長（16期；1994-1997）として発足した。その後、第2代安川悦子会長（17期：1997-2000）、第3代島田淳子会長（18期：2000-2003）、第4代原ひろ子会長（19-22期：2003-2015）を中心として積極的な女性科学研究者の環境改善の活動がなされ、2015年より第5代羽場久美子会長（23-24期:2015-2021）に引き継がれた。

## 役員と活動
役員には、岩井宜子、袖井孝子、直井道子、浅倉むつ子、羽場久美子、田原淳子、廣瀬真理子、小浜正子らがいる。2020年より新たに白波瀬佐和子、伊藤美千穂、栗田禎子、海妻径子氏が、原ひろ子氏の急逝を受けて役員に加わった。女性科学研究者の環境改善に向け、辻村みよ子氏、廣瀬真理子、江原由美子氏、上野千鶴子氏、浅倉むつ子氏などによる講演会やディスカッションのほか、5年雇止め問題を巡って、非常勤講師の全国緊急アンケートを実施したり、ポスドクや若手研究者の貧困問題など、女性研究者を取り巻く様々な環境条件改善にとりくみ、日本学術会議の男女共同参画の活動とも結び、女性のみならず研究者の環境改善に向けての活動に取り組んでいる。2021年には、日本学術会議の会員・連携会員や関西・関東の非常勤講師組合と協力して、700人近い非常勤講師にアンケートを取った結果の資料・論文集として、『非常勤講師はいま！ーコロナ禍をこえて』（JAICOWS ブックレット）を出版した。
また、大学院で修士号や博士号を取得し、大学の講義の6割以上を担当しながら、不安定な教育・研究環境に置かれ、特に2020-21 年のコロナ禍で大きな被害を被っている、大学の非常勤教員の教育・研究条件の改善を訴えるべく、菅政府や男女共同参画担当大臣などに非常勤講師の環境改善に関する要望書を提出した。
事務局は、岩手大学、海妻径子事務局長。　
ホームページは、旧　JAICOWS　　http://jaicows.fc2web.com/　(1994－2014年頃まで）
新　JAICOWS 　　http://side.parallel.jp/jaicows/　　　　　　　(2014－現在まで）
年2回の　News Letterを発行。News Letterのバックナンバーはホームページ上から見ることができる。

## 入会資格
- 日本学術会議の会員、連携会員現職および経験者）の女性科学研究者。

## 書籍・出版物
- 『非常勤講師はいま！ーコロナ禍をこえて』（JAICOWS ブックレット、2021年）[6]
- 女性研究者に関する書籍・論文[9]

## 関連団体
- 日本学術会議
- 日本学術振興会
- 内閣府男女共同参画局
- 総合科学技術会議
- 日本女性科学者の会
- 日本女性技術者科学者ネットワーク（略称：JNWES）
- 生理学女性研究者の会
- 国際ジェンダー学会
- ジェンダー史学会